# David Střihavka
David Střihavka (* 4. března 1983 Praha) je český fotbalový trenér, který od října 2024 vede český klub FK Pardubice, a bývalý profesionální fotbalista, který hrával na pozici útočníka. Je také bývalým českým mládežnickým reprezentantem.
V české nejvyšší soutěži odehrál 152 zápasů a vstřelil 33 gólů, získal také tři ligové tituly, a to v roce 2005 s pražskou Spartou, v roce 2008 se Slavií Praha a v roce 2011 s Viktorií Plzeň. Mimo Česko působil na klubové úrovni v Anglii, Nizozemsku, Libanonu, Itálii a na Slovensku.

## Klubová kariéra

### Sparta Praha
Svoji fotbalovou kariéru začal Střihavka v Junioru Praha. Následně působil v mládeži Bohemians Praha a v roce 2000 se přesunul do pražské Sparty. V létě 2001 zamířil na hostování do Jablonce, kde si odbyl svůj debut v české nejvyšší soutěži 17. března 2002 při prohře 1:2 s 1. FC Synot. Během dvou sezon nastoupil do 5 zápasů a v létě 2003 se vrátil do Sparty. Sezónu 2003/04 strávil na hostování v Bohemians 1905. V následujícím ročníku si odbyl také svůj debut v dresu pražské Sparty, když nastoupil do utkání sedmého kola proti Příbrami. I přestože se nedokázal prosadit do A-týmu, získal v sezoně 2004/05 se Spartou mistrovský titul.

### Chmel Blšany
V roce 2005 odešel do Blšan, kde začal pravidelně hrát v první lize. Během jedné sezony nastoupil do 21 utkání a vstřelil čtyři branky.

### Baník Ostrava
Na jaro roku 2006 přestoupil Střihavka do ostravského Baníku. Na podzim 2006 dal v dresu Baníku v zápase proti Kladnu 4 branky a přispěl k vysokému vítězství 5:1. Stal se čtvrtým čtyřgólovým střelcem v historii samostatné české ligy (po Josefu Obajdinovi, Robertu Vágnerovi a Vratislavu Lokvencovi). V Baníku Ostrava podával konstantně kvalitní výkony, což upoutalo pozornost skautů anglického druholigového klubu Norwich City FC, do kterého byl v létě 2007 zapůjčen na hostování. Jednalo se o jeho první zahraniční angažmá. Svůj debut v Championship si odbyl 11. srpna při bezbrankové remíze proti Prestonu. 15. září se poprvé střelecky prosadil, a to při výhře 1:0 nad Crystal Palace. Po říjnové změně trenéra však nedostával příležitost nastupovat v zápasech, a tak se na konci kalendářního roku 2007 vrátil zpátky do Česka. Vlednu 2008 odešel na hostování do pražské Slavie. V sezóně 2007/08 nastoupil v sešívaném dresu do sedmi utkání, vstřelil jednu branku a podílel se na zisku mistrovského titulu.
Sezonu 2008/09 strávil Střihavka zpátky v Baníku, nastoupil do 22 soutěžních utkání a vstřelil pět branek.

### Viktoria Plzeň
Před sezonou 2009/10 Ostravu po 3 letech opustil a podepsal smlouvu s Viktorií Plzeň. V létě 2011 slavil s Plzní svůj třetí mistrovský titul v kariéře, a to i přestože v lednu 2011 odešel na půlroční hostování do nizozemského Willemu II.

### Ústup ze slávy
Před sezonou 2011/12 Plzeň po skončení smlouvy opustil a podepsal dvouletý kontrakt se slovenskou Žilinou. Před jarní částí sezony byl poslán na hostování do Tatranu Prešov. V létě 2012 se rozhodl rozvázal smlouvu s Žilinou a vrátil se do Česka, konkrétně do Příbrami. Smlouvu podepsal na dva roky, ale ani ne po roce v mužstvu předčasně skončil. V srpnu 2013 se dohodl na angažmá v libanonském Al-Ahed SC V dubnu 2014 zamířil do Dukly Banská Bystrica. V zimním přestupovém období ročníku 2014/15 odešel do libanonského klubu Racing Bejrút, kde odehrál jarní část sezóny a vybojoval s klubem záchranu v lize. Poté mu skončila smlouva.
Po konci angažmá v klubu v červenci 2015 posílil český výběr fotbalistů bez angažmá pod hlavičkou ČAFH, který na mezinárodním evropském turnaji FIFPro vyhrál titul.
Na podzim roku 2015 působil v klubu US Folgore Caratese ASD z nižší italské ligy.

## Reprezentační kariéra
Střihavka odehrál mezi lety 1998 a 2002 také 37 utkání v dresu českých mládežnických reprezentací, v nichž vstřelil 7 branek.

## Trenérská kariéra
V létě 2018 se Střihavka stal mládežnickým trenérem pražské Slavie. V roce 2023 se stal trenérem třetiligového rezervního týmu, se kterým dokázal ve své první sezoně postoupit do Chance Národní ligy.
V říjnu 2024 Střihavka převzal po odvolání Jiřího Saňáka český prvoligový klub FK Pardubice. Svůj debut jako trenér v české nejvyšší soutěži si odbyl 3. listopadu 2024 při bezbrankové remíze s Bohemians 1905.